# دفاع جوي

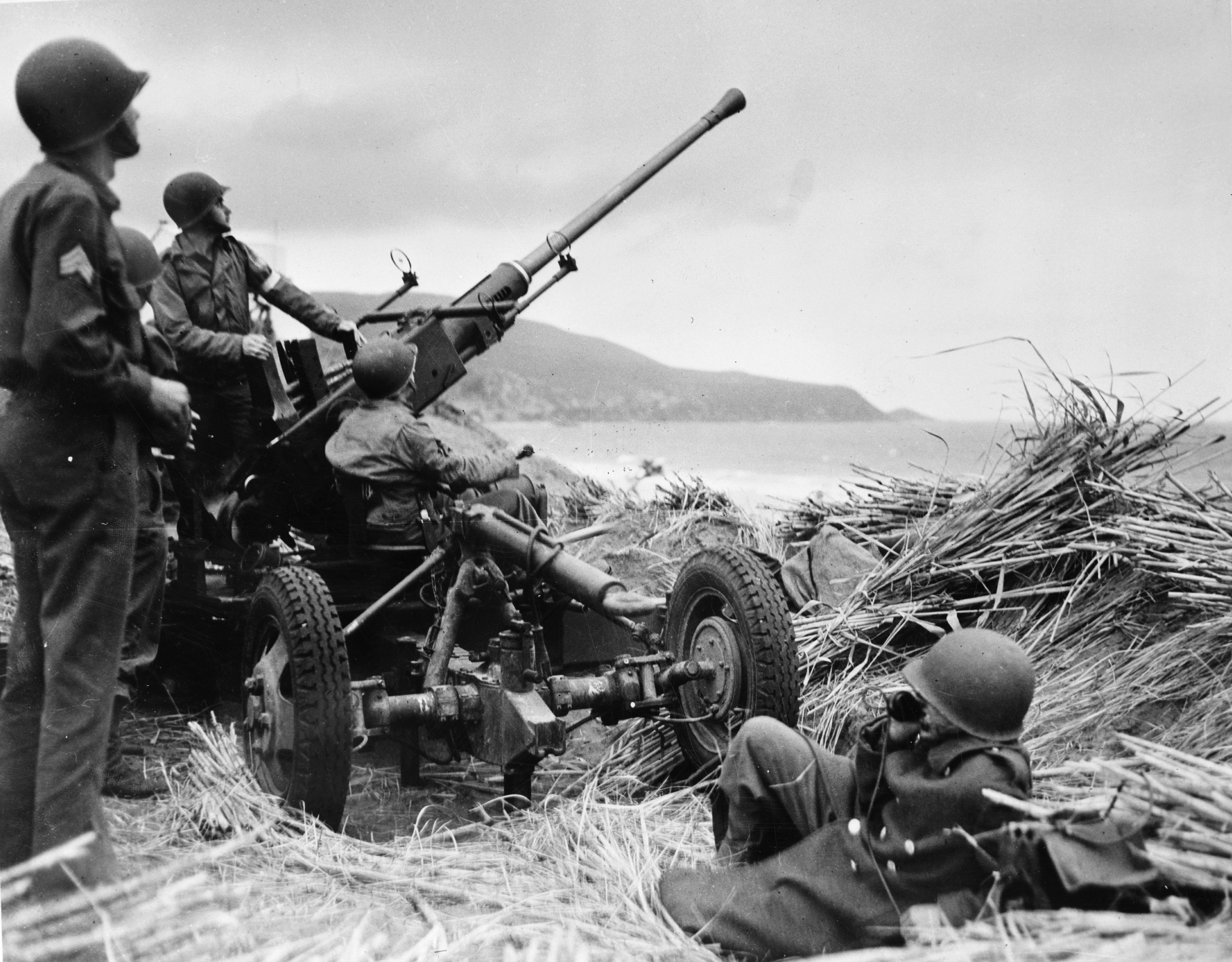
القوات الأمريكية تركب مدفع بوفورز 40 ملم مضاد للطائرات بالقرب من خط الساحل الجزائري في سنة 1943

الدفاع الجوي أحد الأسلحة الحديثة نسبياً في أي جيش متقدم، ونشأ بعد استخدام الطائرات والصواريخ في الحروب بدءاً من الحرب العالمية الأولى، وتكمن مسئوليته الأساسية في الدفاع عن الأهداف الأرضية والبحرية والجوية كذلك ضد خطر الطائرات والصواريخ، التي تشكل خطراً داهماً على الأهداف الحيوية والاستراتيجية في العمق إن لم تعترض، وبذلك تصبح تلك الأهداف فريسة سهلة بالنسبة للطائرات المقاتلة وخاصة الطائرات المتقدمة في الوقت الحالي بإمكانياتها القتالية الهائلة. وعادة ما تلحق وحدات الدفاع الجوي بالجيش والبحرية والقوات الجوية لتقوم بمهام الدفاع عن وحداتها ولحماية دورها الاستراتيجي بالمعركة.

## الدفاع الجوي قديمًا
كان الدفاع الجوي يتم نهاراً بالمراقبة الجوية وإطلاق صفارات الإنذار فتصب نيران المدفعية جامها على الطائرات المعادية التي كانت عادة تطير ضمن الارتفاعات المؤثرة، وفي الليل إذا ما رصدت الطائرات المعادية تتم إطلاق صفارات الإنذار ثم تقوم قوات الدفاع بتسليط كشافات عملاقة تنير بها السماء حتى تتمكن المدفعية من رؤية الطائرة وإصابتها.

## الدفاع الجوي في الجيوش الحديثة
يستخدم الدفاع الجوي في عمله منظومات من طائرات الاستطلاع والرادارات (قصيرة - متوسطة - طويلة) المدى مع منظومات الدفاع الأرضية المتحرك التي تستخدم صواريخ (أرض-جو) (قصيرة - متوسطة - طويلة)المدى وكذلك مدفعية الطائرات السريعة الثابتة والمتحركة، وحتى الصواريخ المحمولة المضادة للطائرات لصد هجوم طائرات مقاتلة أو صواريخ موجهة لتدمير أهداف حيوية سواء كانت أرضية أو بحرية أو جوية.

## الدفاع الجوي في البحرية
- القوارب والطرادات العسكرية الهجومية بها أنظمة تسليح ومنظومات دفاعية رادارية مضادة للطائرات والصواريخ، ذلك التسليح كان فيما مضى عبارة عن مدافع سريعة الطلقات مضادة للطائرات المهاجمة التي تطير على ارتفاع منخفض.
- القوارب الأصغر لديها مدافع سريعة تكون على قدر كبير من الخطورة للطائرات التي تطير على ارتفاع منخفض لو ارتبطت بنظام تحكم موجه بالرادار.
- السفن الحربية الأكبر والأكثر أهمية في سلاح البحرية لديها أنظمة صواريخ (سطح- جو) ويزيد المدى والفعالية كلما زاد حجم وأهمية السفينة.
- حاملات الطائرات العملاقة يتم حمايتها جيداً بطائرات مقاتلة ودوريات جوية مكثفة لإعاقة الأخطار الجوية والبحرية المحتملة، وعادةً لا تسير حاملات الطائرات وحدها بل تبحر إلى جانبها مجموعات من الغواصات والطرادات البحرية المجهزة بصواريخ سطح -سطح وصواريخ سطح-جو.
- بعض الغواصات الجديدة مجهزة بالأنظمة الصاروخية (بحر- جو) حيث أن الهليكوبتر والأسلحة المضادة للغواصات خطر محتمل.

## الجيش

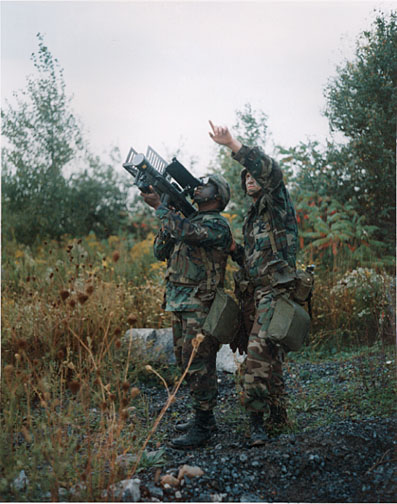
جندي امريكي يحمل صاروخ FIM-92 ستينغر وجندي اخر يقوم بمساعدته في تحديد الهدف

تستخدم الجيوش الحديثة تنوع كبير ونطاق واسع من أسلحة الدفاع الجوي، وتتعدد بدءاً من صواريخ ستينغر المحمولة التي يحملها الأفراد إلى أنظمة دفاعية صاروخية مثل الباتريوت، عادة تجبر الأنظمة الدفاعية البعيدة المدى الكبيرة الارتفاع الطائرات على التحليق المنخفض - حيث يمكن اصطيادها بأصغر الأسلحة وأقلها فعالية، ومن الجدير بالذكر أنه في الحرب الحديثة يكون فقدان وإسقاط الطائرات بالأسلحة الصغيرة (البنادق) أكثر من الخسائر التي تحدثها الطائرات أو الصواريخ. الأمثلة الكثيرة في التاريخ العسكري في فيتنام على سبيل المثال.
من أجل تحسين فعالية وقوة واتساع مدى الدفاع الجوي، يجب أن تكون هناك أنظمة دفاعية متوسطة المدى (مع الأنظمة الطويلة والقصيرة)

## القوات الجوية
الدفاع الجوي للقوات الجوية يتم بواسطة المقاتلات التي تحمل صواريخ (جو-جو)، على أن غالبية القوات الجوية تفضل استخدام ذلك مع أنظمة دفاع (أرض-جو) للدفاع عن القواعد الجوية حيث أنها هدف ثمين وأساسي للطائرات المعادية في أي هجوم جوي.
الدول التي ليس لديها قوات خاصة للدفاع الجوي توكل هذه المهام للقوات الجوية، على سبيل المثال فإن الدفاع الجوي الاستراتيجي للولايات المتحدة الأمريكية من نصيب القوات الجوية حتى عندما يتم ذلك بإطلاق صواريخ من تركيبات ومنصات أرضية ثابتة. وذلك نظراً لتفوق سلاح الجو الأمريكي وتفوق إمكانيات الطائرات المقاتلة في مهام اعتراض الطائرات والصواريخ الموجهة على اختلاف أنواعها.

## أبرز تكتيكات الدفاع الجوي
الحركة 
غالبية أنظمة الدفاع الجوي تكون قابلة للحركة بشكل جيد، حتى في المنظومات الكبيرة فهي تحمل على شاحنات عملاقة وتصمم بحيث يتم فكها وتركيبها بسرعة عالية. في السابق لم تكن بهذا القدر من سهولة الحركة والنقل، بل كانت ثابتة وغالبيتها لا يمكن تحريكها ونظراً لتنوع أعباء الدفاع الجوي والأخطار التي تأتي من الجو، جاءت الحاجة للحركة بل ويعتمد نجاح المهام على سرعة الحركة.
غالبية المنظومات الحديثة تستخدم مدافع أو صواريخ تركب على شاحنة أو شاسيه متحرك يجر بسهولة.
حتى المنظومات التي تتكون من عدة مكونات (ناقل/منصة /بطاريات صواريخ/رادار /مواقع التحكم) تركب على أسطول من السيارات.
وذلك لأن المنصات الثابتة هدف سهل رصده ومن ثم اصطياده، بعكس المنصات المتحركة التي تستطيع الظهور في أماكن غير متوقعة لا يمكن حسابها في خطط الهجوم وبذلك لا يمكن للقوات المعادية أن تأمن خطرها وتشكل بحركتها السريعة خطراً دائماً.
تركز الأنظمة السوفيتية بصورة أساسية على الحركة، بعد الدروس المستفادة من حرب فيتنام (التي كانت حرب نفوذ سياسي بين أمريكا والاتحاد السوفيتي).

## الحرب الإلكترونية
الحرب الإلكترونية هي السلاح المضاد لقوات الدفاع الجوي، وهي تكتيك يهدف إلى تعطيل فعالية منظومات الدفاع الجوي عن طريق التشويش والإعاقة الإلكترونية بحيث تفشل في رصد الأهداف المعادية والأقفال عليها (طائرات وصواريخ) وبالتالي تفقد فعاليتها، ونظراً لسباق التسلح قام الاتحاد السوفيتي منذ أمد بعيد بتطوير سلاسل أنظمة سام SAM لحماية منظومات الدفاع الجوي وتم تطويرها لإسقاط صواريخ هارم المضادة للرادار كما وتحتوي أنظمة سام على تجهيزات لمكافحة التشويش والتخلص منه .
وقد فتحت روسيا باب تصدير تلك المنظومات الدفاعية منذ فترة، فمن الممكن أن تواجه أمريكا وحلف الناتو تحديات حقيقية في الحفاظ على التفوق الجوي التام في صراعات المستقبل مع دول تمتلك قوات دفاع جوي متكاملة التجهيز على كفاءة عالية.
وهذا ما حدث، حيث واجهت القوات الجوية الإسرائيلية شبكة صواريخ الدفاع الجوي المصري والسوري، المكونة من صواريخ Sam 2/3/6/7 السوفيتية الصنع، بالإضافة إلى المدافع رباعية المواسير شيلكا السوفيتية أيضاً، حيث منعت هذه الأسلحة طائرات القوات الجوية الإسرائيلية من طراز إف-4 الأمريكية والميراج الفرنسية من اختراق الضفة الغربية لقناة السويس، وأمنت قوات الدفاع الجوي المصرية الحماية للقوات المصرية في بناء الجسور للعبور إلى الضفة الشرقية للقناة في حرب أكتوبر. كما أمنت وصول الإمدادات والقوات إلى الضفة الشرقية طوال مراحل الحرب.

## التحديات التي تواجه الدفاع الجوي
ربما من أهم التحديات التي تواجه الدفاع الجوي هي الطائرات الحديثة من أمثال الرابتور أف 22 والشبح والتي تعتمد تقنية التخفي وهي بذلك لا تظهر على شاشات أي من المستويات الرادارية وهنا تكمن خطورتها الأساسية.
على أن التقدم العلمي والعسكري لا يسير في اتجاه واحد فقط وسباق التسلح سوف يؤتي ثماره في سبيل تعطيل فعالية تلك التقنيات وابتكار تقنيات مضادة لتقنيات التخفي في هذه المقاتلات المتقدمة.
إلا أن طائرات الشبح يمكن رصدها بالردارات العادية عند مدى قريب جدا ووقتها تحقق المفاجئة في الهجوم ولا يمكن التصدي لها لكن هناك رادارات روسية متطورة تستطيع رصد طائرات الشبح مثل رادار الكمارا الذي كان ينتج في جمهورية التشيك منذ نهاية الثمانينات والنسخة الاحدث في بداية التسعينات وكذلك منظومة إس 400 الحديثة يمكنها رصد طائرات الشبح وتدميرها من مدى يصل إلى 400 كلم وكذلك يمكن لمقاتلات السوخوي طراز su35 من رصد طائرات الشبح من مدى يصل إلى 90 كلم أو بالنظام البصري من مدى يصل إلى 50 كلم وهناك طرق بدائية للتصدي لها مثل دورايات الحماية الجوية بالمقاتلات على مدار الساعة وكذلك كثرة المراصد البصرية الأرضية (مراقبة جوية بالنظر) والطائرات بدون طيار لكن باعداد كبيرة نسبيا ووقتها يتم اكتشافها ومن ثم اسقاطها، ويتراوح سعر طائرة الشبح الواحدة (إف - 117 نايت هوك) من 46 إلى 110 مليون دولار.

## معرض صور

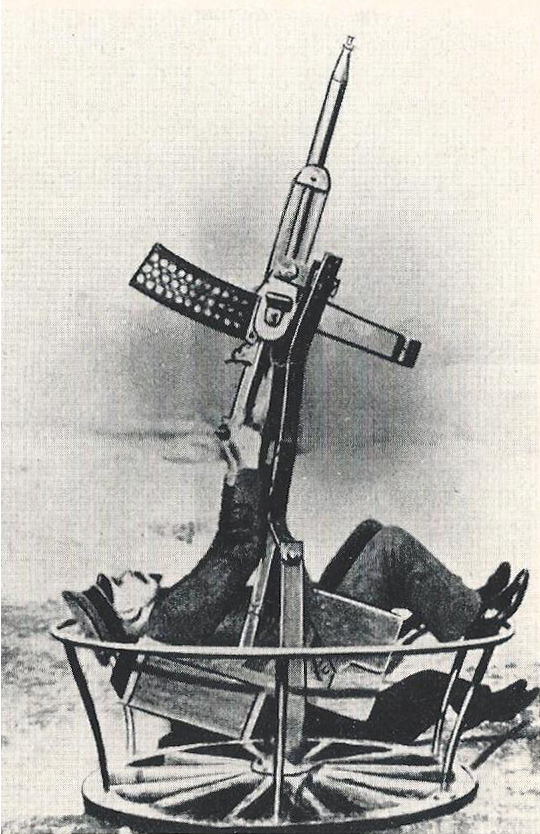
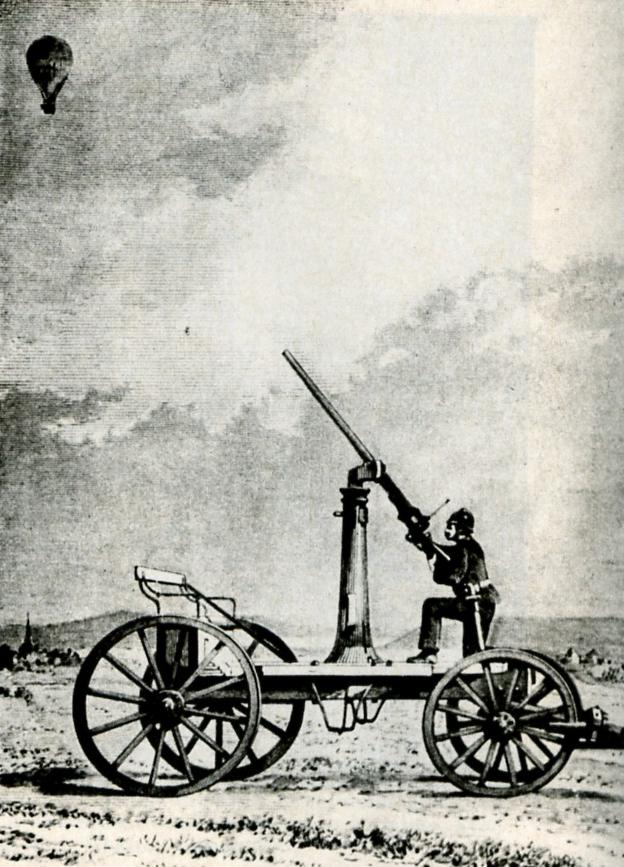
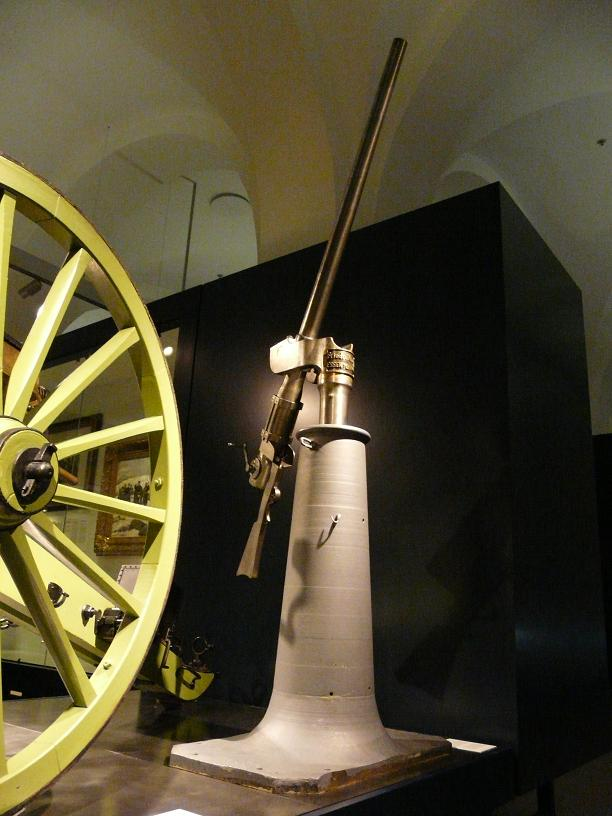

## وصلات خارجية
- {{يوتيوب|tIC_yN0RoFY|فيديو عن الدفاع الجوي على موقع [[يوتيوب}}]].